# Скифия и Кавказ в древнегреческой мифологии
Скифский поход на Кавказ

## Введение
Важнейшим изданием древнегреческих свидетельств об этих регионах является книга академика Василия Васильевича Латышева «Известия древних писателей о Скифии и Кавказе» (том I-й).

## Северное Причерноморье
Божества:
- Ардеск. Сын Океана и Тефии[2]. Река в Северном Причерноморье, то же, что Альдеск у Дионисия Периэгета[3].
- Танаис. Сын Океана и Тефии[4].
- Парфенос[5]. Богиня из Херсонеса Таврического. Отождествлялась с Ифигенией[6]. Её святилище в Херсонесе, храм на мысе Парфений. О любовных страстях[7].

Герои:
- Авх. Вождь киммерийцев[8]. Участник битвы скифов и колхов. Убит Ясоном[9].
- Амфистрат. Один из возниц Диоскуров. Во главе лаконцев заселил Гениохию[10].
- Анавсид. Вождь аланов и гениохов[11]. Погибает от руки Стира[12].
- Евфорион (Эвфорион)[13]. Сын Ахилла и Елены, родившийся на острове Левка.
- Крекас. Один из возниц Диоскуров. Во главе лаконцев заселил Гениохию[14].
- Орсилоха (Орсилохия). Такое имя Артемида дала Ифигении, когда сделала её богиней и поселила на Белом острове, сделав женой Ахилла[15].
- Певкон. Участник битвы скифов и колхов, меотиец. Убит в бою[16].
- Прион. Участник битвы скифов и колхов. Гет. Убит Ясоном[17].
- Фанагор. От него город Фанагория[18].
- Фоант (сын Борисфена).
- Фригий. Один из возничих Диоскуров. Ясон сделал его царем одного из припонтийских народов[19].

Топонимы и этнонимы:
- Ахейцы у Понта заблудились при возвращении из Трои[20]. См. Страбон. География (фтийские ахейцы).
- Ахиллесово ристалище[21].
- Гениохи. «Возницы». Народ. Заселена лакедемонянами (Страбон). См.
- Гипербореи.
- Киммерийцы.
- Киммерийская земля[22].
- Левка. Остров[23]. Остров Ахилла. См. Еврипид. Ифигения в Тавриде 434—437. Левка (нимфа)
- Белый остров[24].
- Певка. («Сосна»). Остров при впадении Истра в Чёрное море[25]. Назван по имени нимфы из Сарматии[26].
- Тавры. Племя[27]. Артемида назвала его так, ибо вместо Ифигении явила на алтаре быка[28].
- Танаис. Река[29].

Полумифические персонажи:
- Абарис. Полумифический персонаж[30]. У Геродота, Платона.
- Лигдамид. Царь киммерийцев, пытавшийся разрушить храм Артемиды в Эфесе, погублен ей[31].

## Скифия

### Божества
- Акинак. («Меч»). Скифское божество[32].
- Аргимпаса. Имя Афродиты Урании у скифов[33].
- Борисфен. Скифское божество, дед Таргитая[34].
- Гойтосир. Имя Аполлона у скифов[33].
- Папей. Божество скифов, отождествляемое с Зевсом[33].
- Табити. Скифское божество, отождествляемое с Гестией[33].
- Фагимасад. Скифское божество, отождествляемое с Посейдоном[33].

### Герои скифов
- Агафирс. Сын Геракла и девушки-змеи, родоначальник агафирсов[35]. Герой скифов.
- Арпоксай. Сын Таргитая, родоначальник скифских племен катиаров и траспиев[36].
- Ворапт. Отец скифа Гесандра[37].
- Гелон. Сын Геракла и женщины-змеи, герой скифов[35].
- Гесандр. Скифский воин, сын Ворапта[37]. Участник битвы скифов и колхов. Убивает аргонавта Канфа[38], нескольких амазонок[39].
- Гора (Hora)[40]. Мать Колакса[41].
- Дардан. Скифский царь. Отец Идеи, жены Финея. Присудил дочь к смерти[42].
- Колаксай. Скифский царь. Сын Таргитая, от него племя паралатов[36]. Его коня упоминает Алкман[43].
- Линк. Царь Скифии. Принимал в гостях Триптолема, который показывал людям хлеб, и замыслил убить его. Деметра превратила его в пеструю рысь[44].
- Липоксай. Сын Таргитая, родоначальник скифского племени авхатов[36].
- Нап. Потомок Скифа, брат Пала. От него племя напов[45].
- Пал. Скифский царь, потомок Скифа, брат Напа. От него народ палов[45].
- Панасагор. Сын скифского царя Сагилла. Отец послал его со скифским войском на помощь амазонкам против афннян, но между ними возникли раздоры, и скифы не оказали помощь[46].
- Плин. Скифский юноша царского рода. Переселился с частью скифов на Фемискирскую равнину[47].
- Прометей. Скифский царь[48][49].
- Сагилл. Скифский царь, отец Панасагора[50].
- Саневн. Согласно Гелланику, царь скифов, впервые изготовил железное оружие[51].
- Скиф. Сын Зевса[52]. Первым начал сплавлять медь[53]. Либо младший сын Геракла и женщины-змеи, царь скифов[35], либо сын Зевса и женщины-змеи[45].
- Сколопит (Сколопетий). Скифский юноша царского рода. Переселился с частью скифов на Фемискирскую равнину[47].
- Таргитай. Первый житель Скифии, сын Зевса и дочери Борисфена[34].
- Тевтар. Скиф, который учил Геракла стрельбе из лука и подарил ему лук и стрелы[54]. Пастух Амфитриона[55]. Так рассказывают Геродор в «Речи о Геракле» (фр.5 Якоби) и Каллимах[56].

Топонимы:
- Скифия. Страна[57].

## Колхида

### Царская династия
- Апсирт.
- Астеродия. Кавказская нимфа. Родила от Ээта Апсирта[58].
- Гипсея. По ошибке, жена Ээта, мать Халкиопы и Медеи[59].
- Еврилита (Эврилита). Жена Ээта (по версии Каркина)[60].
- Идия (Идийя/Эйдия, Idyia/Eiduia). Младшая дочь Океана и Тефии[61]. Мать Медеи от Ээта[62] Идия
- Иофосса (Эофосса). Дочь Ээта. Согласно Акусилаю и Гесиоду, жена Фрикса[63].
- Кетея (Китея). Эпитет Медеи[64].
- Кирка. Было две Кирки[65] (см. также Кирка (мифология)). По Дионисию Милетскому, старшая дочь Ээта и Гекаты (а Медея — младшая)[66].
- Неэра. По версии Софокла, нереида, родила от Ээта Абсирта[67].
- Перс (сын Гелиоса).
- Персеида.
- Фаэтон. Прозвище Апсирта[68].
- Халкиопа. Дочь Ээта. Жена Фрикса[69]. Мать его 4 сыновей. Представила Ясона Медее, когда он спас её сыновей[70]. Не оставила своего отца, потерявшего царство[71]. См. Валерий Флакк. Аргонавтика VI 482—487.
- Эгиалей. Имя Апсирта, сына Ээта (по одной из версий)[72]. Принято у Пакувия[73].
- Ээт.

### Другие лица
- Аквит. Жрец Фасиса[74].
- Армес. Участник битвы скифов и колхов, воин колхов[75].
- Арон. Воин в войске Ээта[76]. Спутник Абсирта[77].
- Гениоха. Служанка Медеи[78].
- Дракон (из Колхиды).
- Зет. (Zetes) Участник битвы скифов и колхов, колх. Убит Дарапсом[79].
- Кампес. Воин в войске Ээта[80]. Убит в бою[81].
- Кармей. Воин в войске Ээта[82].
- Колх. Согласно Мнасею, сын Фасиса, от него названы колхи[83].
- Мирак. Посол от Перса к Ээту[84]. Сиенец[85].
- Отакс. Участник битвы скифов и колхов, воин колхов[75].
- Рамбел. Участник битвы скифов и колхов, воин колхов[75].
- Фидр. (Тидр. Thydrus.) Фасиад, слуга Фасиса. Участник битвы скифов и колхов. Убит Колаксом[86].
- Халкотавры. Гефест подарил их Ээту. Халкотавры

Топонимы:
- Аракс. Река в Колхиде[87].
- Астерии. То же, что колхи. Получили имя от сына Миноса, переселившегося с Крита[88].
- Китаида. Название Колхиды[89]. Сопоставляется с Кутаиси[90].
- Колхи. Племя[91].
- Колхида. Страна[92].
- Лик (река в Колхиде). Приток Фасиса[93].
- Фасис. Река[94]. Именуется отпрыском Зевса, рождённым на земле аркадской нимфы[95].
- Эя (Aea). Страна и город Ээта[96]. Город упомянут у ряда писателей и у Ликофрона, от него получил имя Ээт[97]. До него 180 стадий вверх по Фасису[98].

## Иберия, Армения и Албания
- Армен. Из города Армения в Фессалии (близ озера Бебеида). Спутник Ясона, вместе с ним проник вплоть до Каспийского моря, основал Армению[99]. Спутники Армена заняли области Акилисену и Сиспиритиду, а его именем названа Армения. Армен также дал имя реке Аракс в честь реки в Фессалии. Это рассказывают Кирсил из Фарсала и Мидий из Ларисы, участники похода Александра[100].
- Кремедонт. Участник битвы скифов и колхов, албанец. Убил Кареса[101].
- Латрид. Вождь иберов[102].
- Невр. Вождь иберов[102].
- Отак. Вождь иберов[102].
- Стир. Из Албании[103]. Скифский царевич, помолвленный с дочерью Ээта[104]. Преследует аргонавтов вместе с Абсиртом[105].

Этнонимы:
- Албаны. Народ. Последовали за Гераклом из Италии, с Албанской горы. Ясон заключил с ними мир[106].

## Другие лица
Битва скифов и колхов описана в VI книге поэмы Валерия Флакка «Аргонавтика».
- Абарид. Уроженец Кавказа. Убит Персеем[107].
- Амастрид. Участник битвы скифов и колхов. Убит Аргом[108].
- Амбен. Участник битвы скифов и колхов[109].
- Анксур. Воин в армии, пришедшей с Акесина[110].
- Апрес. Участник битвы скифов и колхов. Убит Колаксом[111].
- Ариасмен. Вождь дранков и каспиев[112]. Участник битвы скифов и колхов, гибнет под колесами колесницы[113].
- Арин. Участник битвы скифов и колхов. Убит Колаксом[114].
- Барис. Участник битвы скифов и колхов. Убит Калаидом[115].
- Барзон. Царь Армении, подчиненный Нином[116].
- Ван. Провидец из Гиркании, в скифском войске[117].
- Гебр. Участник битвы скифов и колхов. Убит Ясоном[17].
- Гела (Gela). Гирканский воин, брат Медора. Участник битвы скифов и колхов. Убит Кастором[118].
- Геликс. Участник битвы скифов и колхов. Убит Нестором[119].
- Гессифой. Участник битвы скифов и колхов. Убит Колаксом[114].
- Гипанис. Участник битвы скифов и колхов[120].
- Гипетаон. Участник битвы скифов и колхов. Убит Колаксом[114].
- Дарапс. Вождь, ранен в войне с Ахеменидами и посылает против Ээта Датия[121]. Участник битвы скифов и колхов, убивает Латага и Зета[79].
- Датий. Воин, которого Дарапс посылает на войну с Ээтом[121].
- Дипсас. Участник битвы скифов и колхов. Убит Каресом[122].
- Закор. Участник битвы скифов и колхов. Убит Аргом[123].
- Идасмен. Участник битвы скифов и колхов[124].
- Ирон. Участник битвы скифов и колхов. Гибнет в бою[125].
- Каик. Участник битвы скифов и колхов. Убит Лексанором[126].
- Карес. Участник битвы скифов и колхов. Убил Дипсаса и Стримона, но убит Кремедонтом[127].
- Каспий. Участник битвы скифов и колхов. Убивает Монеса[128].
- Керамн. Участник битвы скифов и колхов. Убит Ясоном[129].
- Кирн. Участник битвы скифов и колхов[130].
- Латаг. Участник битвы скифов и колхов, воин колхов. Убит Дарапсом[79].
- Лексанор. Участник битвы скифов и колхов. Бросает копье в Ясона, но убивает Каика[126].
- Медор. Гирканский воин, брат Гелы. Участник битвы скифов и колхов. Вызвал на бой Кастора, убит Фалером[131].
- Монес (Монайс, Monaesus). Участник битвы скифов и колхов. Убит Каспием[128].
- Монес (Monesus). Участник битвы скифов и колхов. Убит Колаксом[132].
- Окрей. Участник битвы скифов и колхов[133].
- Олб. Участник битвы скифов и колхов. Убит Колаксом[114].
- Онхей. Участник битвы скифов и колхов[134].
- Охей. Участник битвы скифов и колхов. Гибнет в бою[135].
- Радал. Воин, брат Сидона, пришёл на войну с Акесина[110].
- Риндак. Участник битвы скифов и колхов. Убит в бою[136].
- Рифей. Участник битвы скифов и колхов. Убит Калаидом[115].
- Сибот. Участник битвы скифов и колхов[137].
- Сидон. Воин, брат Радала. Пришёл с Акесина[110].
- Стримон. Участник битвы скифов и колхов. Убит Каресом[122].
- Сует. Участник битвы скифов и колхов. Убит Ясоном[129].
- Тавлас. Отец Тагеса[138].
- Тагес. Сын Тавласа. Участник битвы скифов и колхов. Убит в бою[138].
- Таксис. Участник битвы скифов и колхов[139].
- Тевтагон. Один из вождей войска Перса[140].
- Тирес (Tyres). Участник битвы скифов и колхов. Гибнет в бою[135].
- Фалк. Один из вождей, выступивших против Ээта[141]. Нападает на Эбаса[142]. Убит Аргом[123].
- Фрикс. Воин с Акесина[110].
- Эбас (Ойбас). Участник битвы скифов и колхов. Спасается от атаки Фалка, но гибнет[142].

Топонимы:
- Кавказ. Горный хребет[143].
- Тифаонийская гора на Кавказе[144].